# Elektronický průmysl

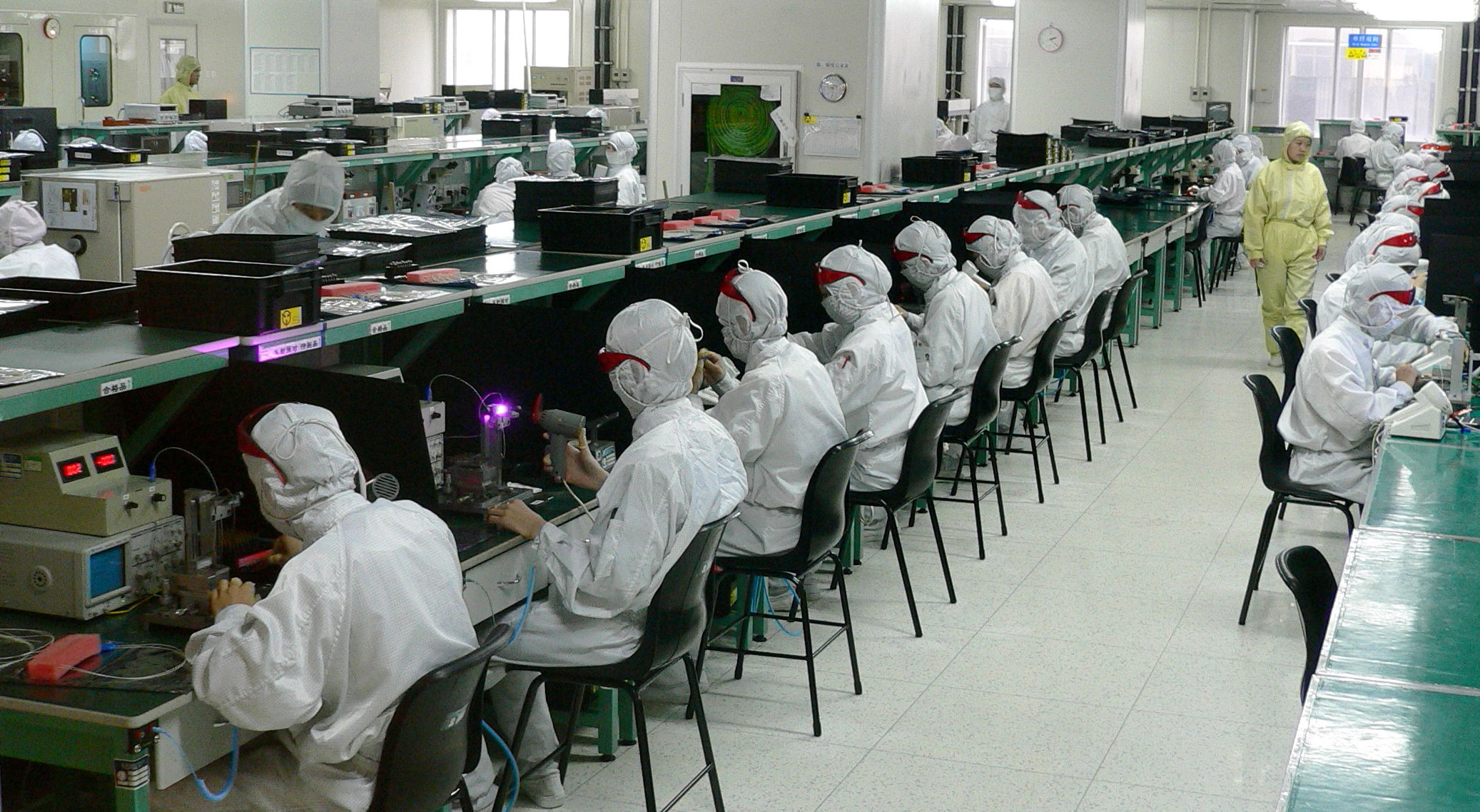
Zaměstnanci továrny na elektroniku v Šen Čenu v Čínské lidové republice.

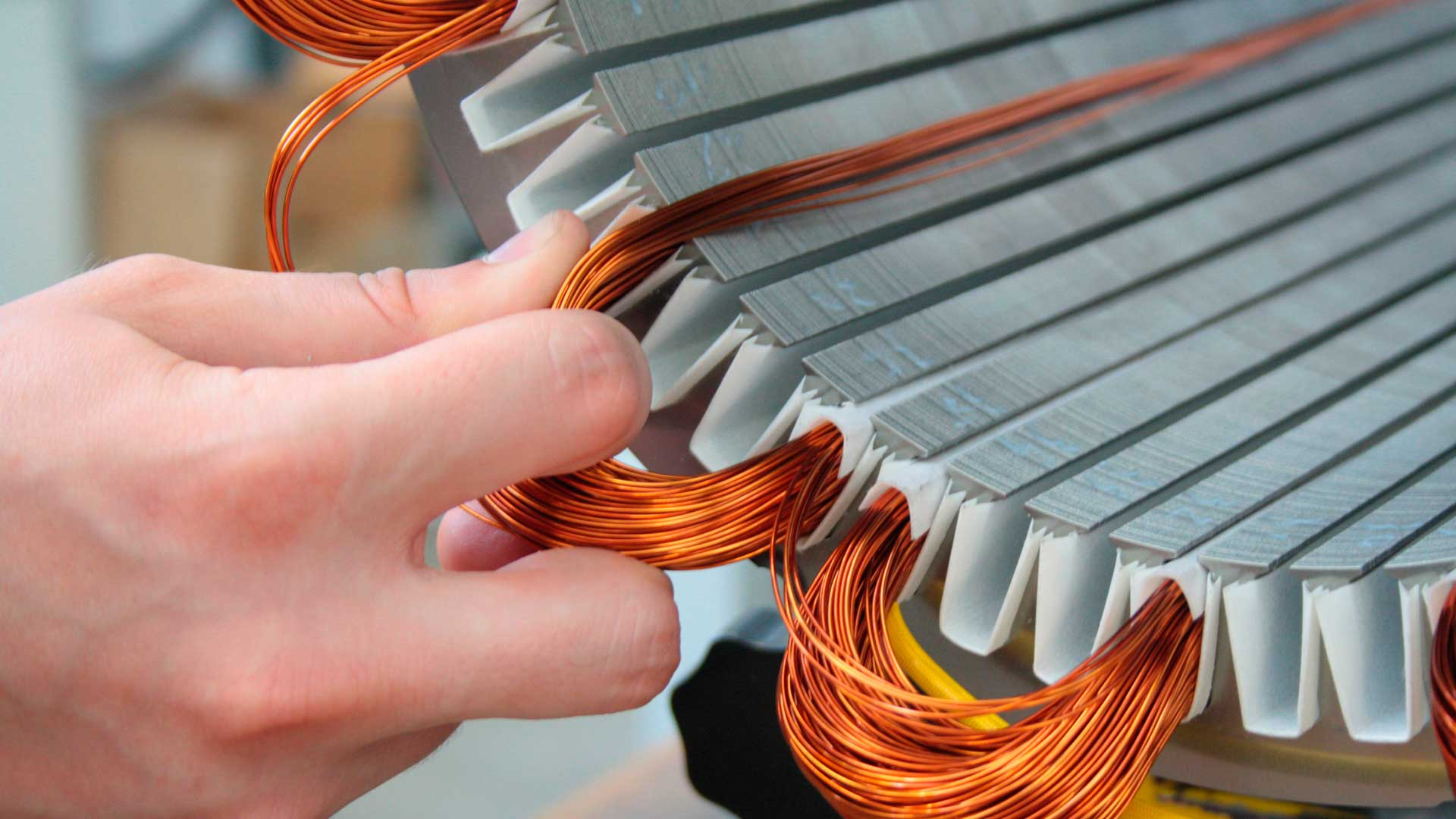
Výroba transformátorů.

Elektronický průmysl je průmysl, který se v průběhu 20. století vytvořil s potřebou výroby elektronických zařízení nebo jejich částí, strojů, přístrojů, spotřební elektroniky, elektronických komponent, později počítačů a mobilních zařízení atd. a postupně se stal průmyslem globálním, kolem kterého se ročně točí mnoho miliard dolarů. Současná společnost používá celou řadu elektronických zařízení, vyráběných v automatizovaných a poloautomatizovaných továrnách po celém světě. Celkový objem vyráběné elektroniky a používání chemikálií škodlivých přírodnímu prostředí a toxického odpadu, stejně jako obtíže spojené s recyklací vedl k problémům kolem elektronického odpadu, což vyústilo k mezinárodním legislativním opatřením, které tyto problémy sledují.

## Historie
- konec 19. století – první elektrické přístroje, většinou vyráběli samotní vynálezci manuálně
- 30. léta 20. století – vzestup rádia a později televize
- 40. léta – první sálové počítače
- druhá světová válka – potřeba elektroniky do vojenské techniky (výpočty, simulace)
- 1947 – první tranzistor, vzestup polovodičů
- 50. léta – období poválečné obnovy v Evropě, konzumu, rozmach mezinárodní dopravy, elektronika proniká do přístrojů v domácnosti
- 60. léta – sálové počítače
- konec 70. let – první videokamera, první domácí/osobní počítač
- 80. léta – éra osobních počítačů, rozmach spotřební elektroniky v Japonsku
- 90. léta – internet, mobilní telefony, audio/video

## Spotřební elektronika
Asociace CEA (Consumer Electronics Association) v roce 2007 odhadla hodnotu celkového prodeje spotřební elektroniky na 150 miliard amerických dolarů.

## Dopady na životní prostředí

### Nebezpečné materiály
Elektronické zboží může obsahovat až šest desítek různých chemických prvků a řadu dalších sloučenin. Některé z nich jsou inertní a vzácné (zlato, stříbro, měď, …), ostatní mohou být škodlivé životnímu prostředí nebo přímo toxické. Problém je mnohem komplexnější a existuje mnoho zákonů, pravidel, procesů, postupů a iniciativ, které se snaží negativní efekty elektronického průmyslu minimalizovat.

### Elektroodpad
Odpad z elektroniky (elektroodpad, e-waste), především jeho množství, začíná být problémem, se kterým se musejí jednotlivé země vypořádat. USA generují nejvíce elektronického odpadu – odhadem 3 miliony tun ročně. Čínská lidová republika je druhá s 2,3 miliony tun (odhad z roku 2010) a (spolu např. s Indií) s perspektivou, tento objem odpadu dramaticky poroste. Organizace UNEP odhaduje, že v příští dekádě se v některých zemích až zpětinásobí.